# Presépio Cavalinho

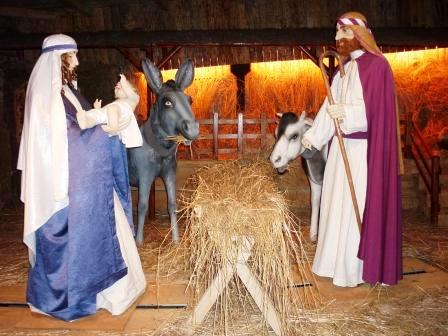
Presépio Cavalinho, São Paio de Oleiros.

O Maior Presépio do Mundo! Em Movimento!, popularmente conhecido como Presépio Cavalinho, localizava-se na freguesia de São Paio de Oleiros, concelho de Santa Maria da Feira, distrito de Aveiro, em Portugal.

## História
Tratava-se de um presépio animado, já tradicional na região no período das festas de Natal, considerado o maior do mundo em movimento.
O evento era uma iniciativa da Cavalinho, empresa familiar fundada em 1975, sediada na cidade, especializada em artigos de couro (marroquinaria). Iniciou-se em 2005 e constituiu-se no único presépio do país com figuras em movimento.
Em 2010 recebeu 200 mil pessoas. Em 2011 contava com 7.000 figuras dispostas numa área de 1500 metros quadrados, tendo a sua área aumentado em 2012 para 2000 metros quadrados, com as 7.000 figuras montadas por mais de 30 voluntários.
Encontrava-se aberto ao público, gratuitamente, entre os meses de novembro e janeiro. Entre os destaques, encontravam-se cenas da história da vida de Jesus e das aparições de Fátima e cenas tradicionais da vida de aldeia no país.
Em 2013 com cerca de 7.500 peças e uma área de 3.500 metros quadrados, bateu o recorde mexicano que até 2013 figurava no Guiness Book of Records. Nem todas as peças contaram para ultrapassar a marca anterior: apenas as figuras relacionadas com a história de Cristo foram validadas e, entre estas, apenas as que tivessem cerca de 20 centímetros de altura, o que deixou de fora figuras de ciclistas, comboios, teleféricos, motos e fanfarras. Nem as réplicas da fadista portuguesa Amália Rodrigues, o júri contabilizou.
No Natal de 2015 terá recebido cerca de 750.000 visitantes em regime de entrada gratuita.
O recinto do presépio, de 4.000 m2, foi totalmente destruído em 45 minutos por um violento incêndio na tarde do dia 15 de julho de 2016, tendo sido perdido um acervo de cerca de 10 mil peças.

## Galeria

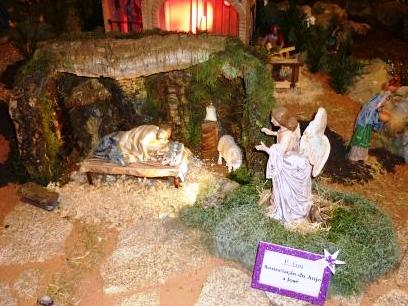
Anunciação a José
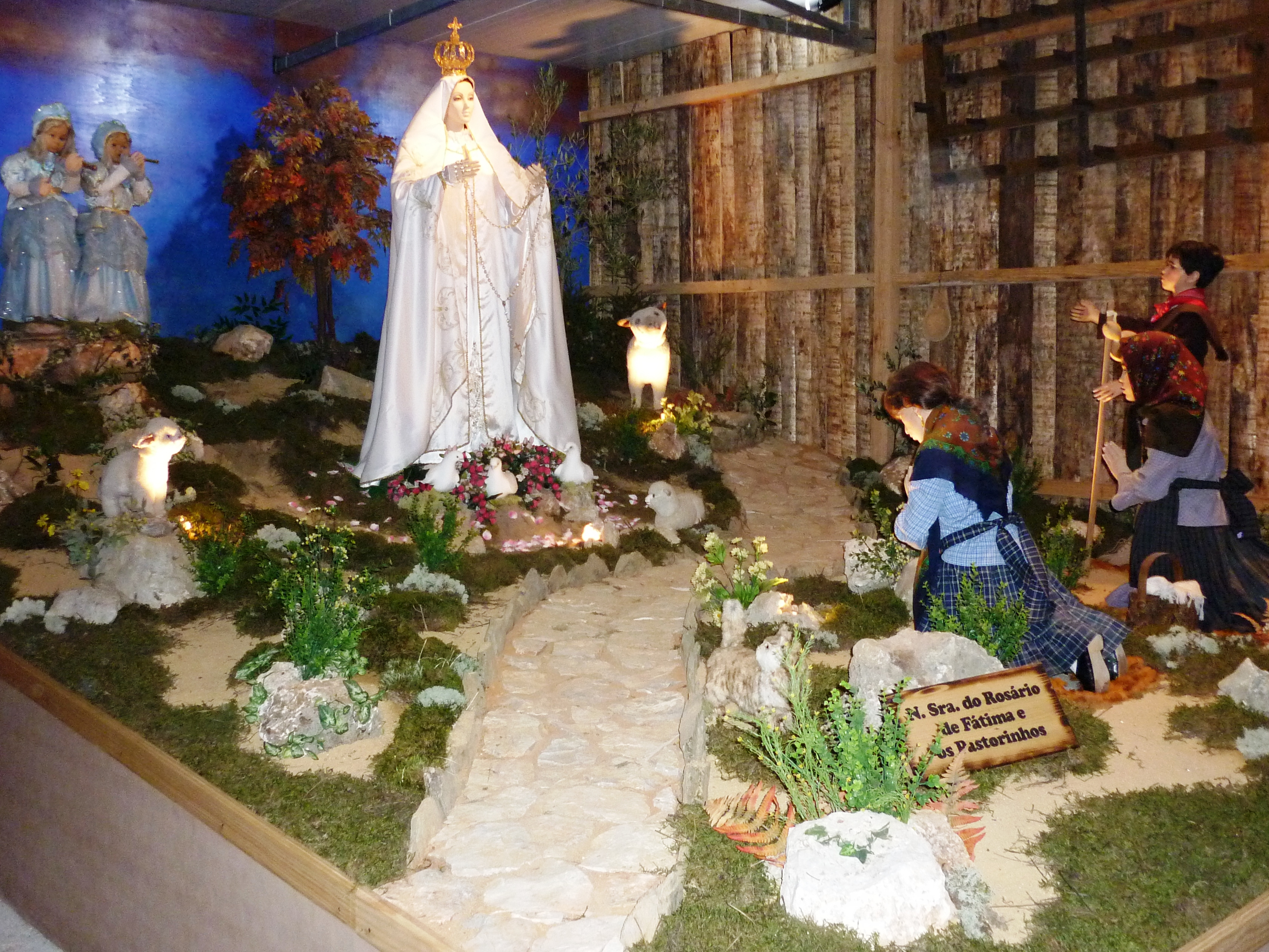
Aparições de Fátima
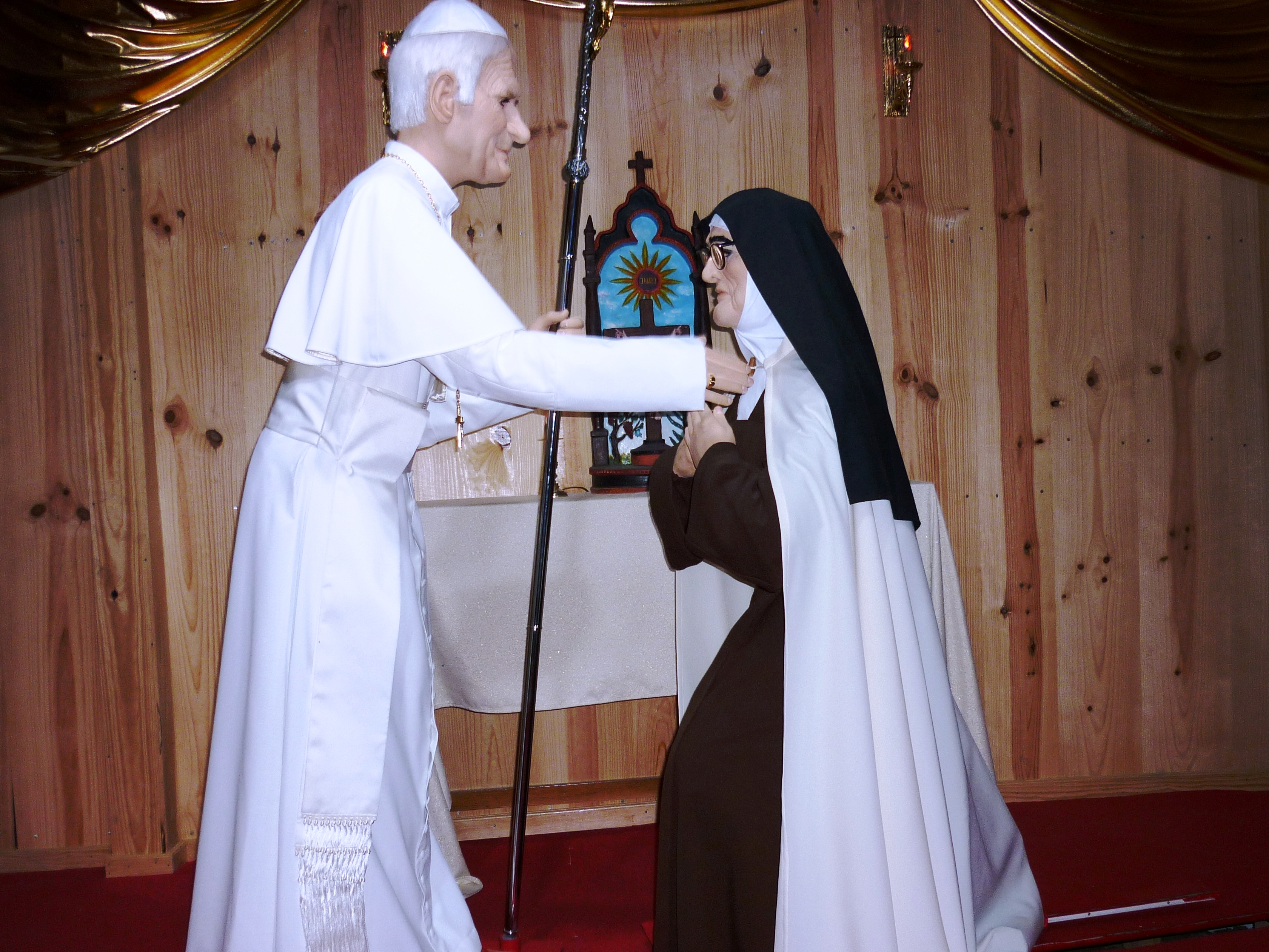
João Paulo II e a irmã Lúcia
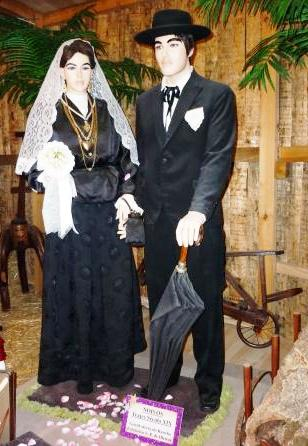
Casamento
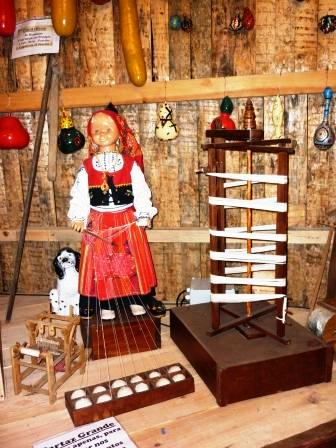
Fiandeira
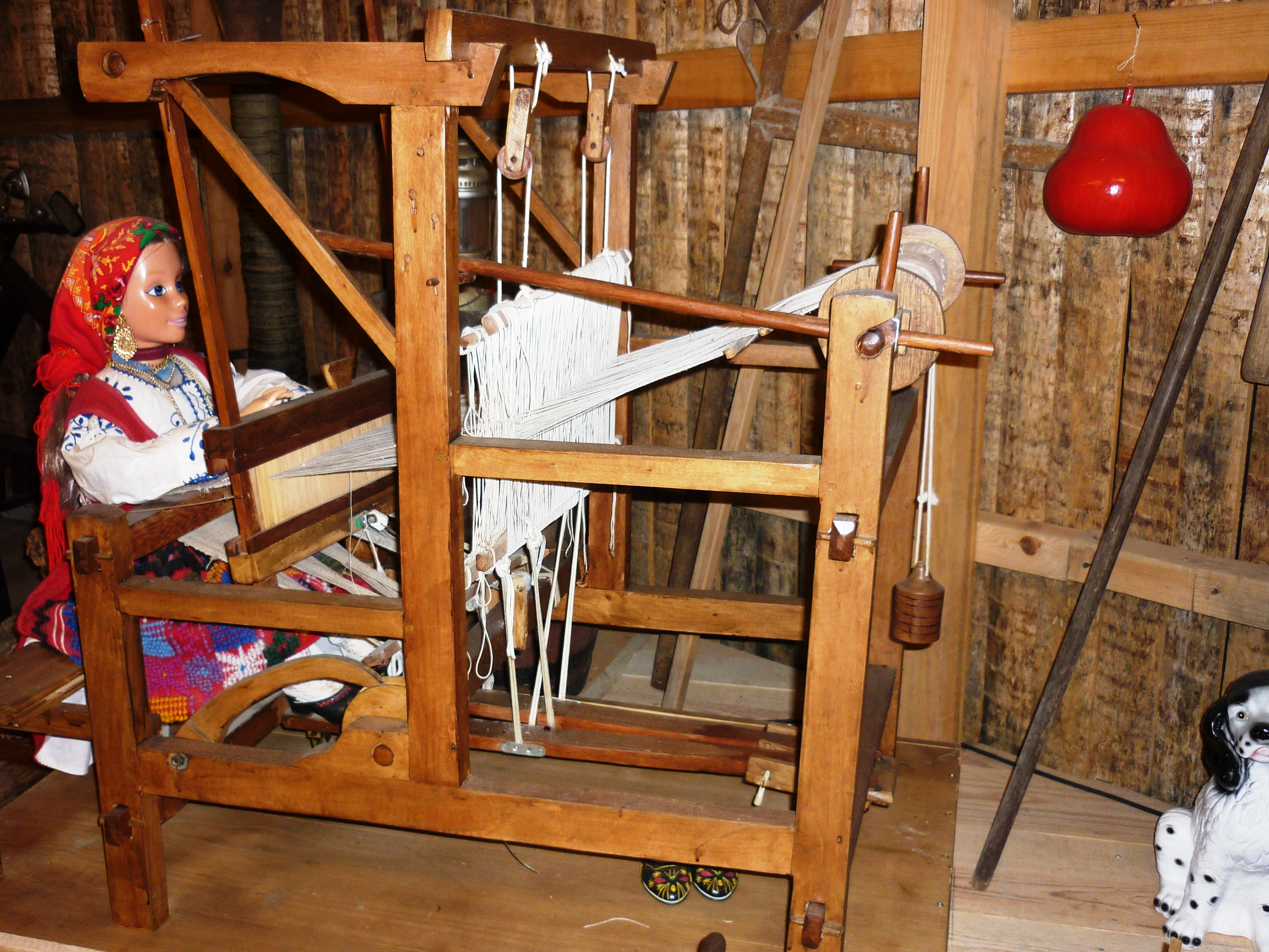
Tear manual